# Timo Gebhart
Timo Gebhart (n. 12 aprilie 1989, Memmingen, Bavaria, Germania) este un fotbalist german care joaca pe postul de mijlocaș la TSV 1860 München.

## Cariera
În ianuarie 2009 Gebhart s-a transferat de la echipa de 2. Bundesliga TSV 1860 München, semnând cu VfB Stuttgart. A semnat un contract până pe 30 iunie 2013.
În iulie 2012 Gebhart s-a transferat la FC Nürnberg.
În ianuarie 2016 Timo Gebhart a ajuns la Steaua București, având un contract pe 6 luni cu opțiune de prelungire dacă echipa se califică în grupele Champions League.

## Statistici
| Club              | Sezon         | Campionat | Campionat | Cupă    | Cupă   | Cupa Ligii | Cupa Ligii | Cupele Europene | Cupele Europene | Total   | Total  | Total |
| Club              | Sezon         | Meciuri   | Goluri    | Meciuri | Goluri | Meciuri    | Goluri     | Meciuri         | Goluri          | Meciuri | Goluri |       |
| ----------------- | ------------- | --------- | --------- | ------- | ------ | ---------- | ---------- | --------------- | --------------- | ------- | ------ | ----- |
| 1860 München II   | 2007–08       | 4         | 1         | –       | –      | –          | –          | –               | –               | 4       | 1      |       |
| 1860 München II   | 2008–09       | 1         | 0         | –       | –      | –          | –          | –               | –               | 1       | 0      |       |
| Total             | Total         | 5         | 1         | –       | –      | –          | –          | –               | –               | 5       | 1      |       |
| 1860 München      | 2007–08       | 21        | 0         | 4       | 0      | –          | –          | –               | –               | 25      | 0      |       |
| 1860 München      | 2008–09       | 16        | 5         | 1       | 0      | –          | –          | –               | –               | 17      | 5      |       |
| Total             | Total         | 37        | 5         | 5       | 0      | –          | –          | –               | –               | 42      | 5      |       |
| VfB Stuttgart     | 2008–09       | 11        | 0         | –       | –      | –          | –          | 1               | 1               | 12      | 1      |       |
| VfB Stuttgart     | 2009–10       | 28        | 2         | 1       | 0      | –          | –          | 8               | 1               | 37      | 3      |       |
| VfB Stuttgart     | 2010–11       | 25        | 2         | 2       | 0      | –          | –          | 7               | 4               | 34      | 6      |       |
| VfB Stuttgart     | 2011–12       | 12        | 0         | 1       | 0      | –          | –          | –               | –               | 13      | 0      |       |
| Total             | Total         | 76        | 4         | 4       | 0      | –          | –          | 16              | 6               | 96      | 10     |       |
| 1. FC Nürnberg    | 2012–13       | 18        | 2         | 1       | 0      | –          | –          | –               | –               | 19      | 2      |       |
| 1. FC Nürnberg    | 2013–14       | 6         | 0         | 1       | 0      | –          | –          | –               | –               | 7       | 0      |       |
| 1. FC Nürnberg    | 2014–15       | 6         | 1         | 1       | 0      | –          | –          | –               | –               | 7       | 1      |       |
| Total             | Total         | 30        | 3         | 3       | 0      | –          | –          | –               | –               | 33      | 3      |       |
| 1. FC Nürnberg II | 2014–15       | 2         | 0         | –       | –      | –          | –          | –               | –               | 2       | 0      |       |
| Total             | Total         | 2         | 0         | –       | –      | –          | –          | –               | –               | 2       | 0      |       |
| Steaua București  | 2015–16       | 0         | 0         | 0       | 0      | 0          | 0          | –               | –               | 0       | 0      |       |
| Total             | Total         | 0         | 0         | 0       | 0      | 0          | 0          | –               | –               | 0       | 0      |       |
| Total carieră     | Total carieră | 150       | 13        | 12      | 0      | 0          | 0          | 16              | 6               | 178     | 19     |       |

1. ↑  Timo Gebhart, Transfermarkt, accesat în 9 octombrie 2017
2. ↑  Timo Gebhart, As